# Cerkiew św. Jerzego Zwycięzcy w Nieświeżu
Cerkiew pod wezwaniem św. Jerzego Zwycięzcy – prawosławna cerkiew parafialna w Nieświeżu. Należy do dekanatu nieświeskiego eparchii słuckiej Egzarchatu Białoruskiego Patriarchatu Moskiewskiego.

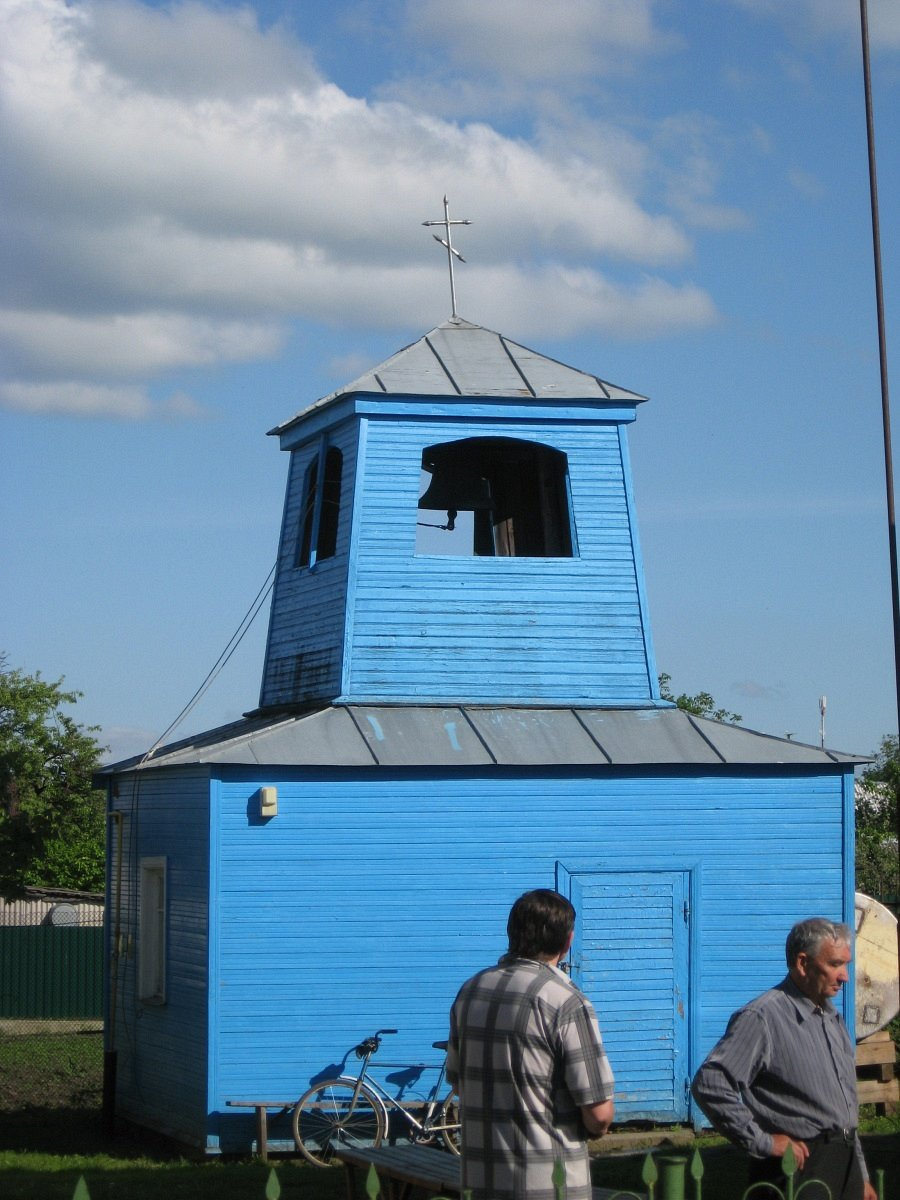
Dzwonnica

Świątynia znajduje się przy ulicy Kozłowa 5.
Cerkiew wzniesiono w 1954, z białej cegły i drewna. W pobliżu drewniana dzwonnica.